# Белгородский 12-й уланский полк
12-й уланский Белгородский Его Величества Императора Австрийского короля Венгерского Франца-Иосифа I полк, с 26.07.1914 — 12-й уланский Белгородский полк — кавалерийская воинская часть Русской императорской армии.

## Формирование и кампании
Сформирован 16.01.1775 г., как Таганрогский драгунский полк, из Вятского и Пермского карабинерных полков.
- 1785 г. — в отряде Потемкина, против большой и малой Кабарды.
- 1787 г. — на Кавказской линии.
- 1788 г. — разведка Анапы.
- 1789 г. — участие в деле под Лабой.
- 1791 г. — штурм Анапы.
- 1796 г. — участие в экспедиции Зубова в Персию.
- 03.12.1796 г. — В составе Кавказской дивизии.
- 18.02.1797 г. — Полку назначены квартиры вокруг г. Григориополиса.
- с 31.10.1798 г. — Драгунский ген.-майора Ивашева полк.
- с 30.11.1798 г. — Драгунский ген.-майора Ланга полк.
- 21.01.1799 г. — Пожалованы штандарты: один с белым крестом и палевыми с алым углами и четыре с алым крестом и палевыми углами, все с золотой бахромой.
- с 03.04.1800 г. — вместе с Владимирским Драгунским полком составил 10-эскадронный Драгунский полк ген.-майора Обрезкова 1-го.
- 22.06.1800 г. — Пожалованы новые штандарты, образца 1800 года: пять зеленых с белыми углами, шитье и бахрома золотые.
- 30.03.1801 г. — полки снова разделены. Вновь назван Таганрогский Драгунский полк. Отнесен к Кавказской инспекции.
- 1804 г. — в отряде ген. Глазенапа на р. Чегемы.
- 16.08.1806 г. — 3-й эскадрон направлен на формирование Тираспольского драгунского полка.
- 1807 г. — на Кавказской Линии при 19-й пехотной дивизии. Квартирует в г. Ставрополе.
- в 1811 г. возвращен в Россию.
- с 12.10.1811 г. — Вошел в состав 24-й кав. бригады.
- 1812 г. — в 8-й кав. дивизии (24 бр) приписан к кавалерийскому корпусу Графа Ламберта, расквартирован в Крыму.
- с 17.12.1812 г. — Таганрогский Уланский полк. Присвоено обмундирование Уланского образца с красным приборным цветом и золотым металлическим прибором, шапки белые, воротники синие. Вошел в состав 3-й Уланской дивизии.
- 1813 г. — участие в заграничном походе.
- 11.03.1816 г. — Установлено старшинство полка с 1775 года.
- 06.04.1817 г. — Полк назначен к поселению в Слободско-Украинской области.
- 15.08.1817 г. — Учрежден округ военного поселения Таганрогского Уланского полка. Переформирован в 6 действующих, 3 поселенных и 3 резервных эскадрона.
- 21.07.1819 г. — Полку подтверждено красное приборное сукно воротники синего мундирного сукна, шапки присвоены красного цвета.
- с 13.03.1826 г. — Белгородский Уланский полк.
- 25.02.1827 г. — В составе 2-й Уланской дивизии отправлен в Грузию. На Кавказе один эскадрон выделен на составление Сводного Уланского полка.
- 1829 г. — По окончании Турецкой войны полк возвращен в свой округ военного поселения. Сводный Уланский полк распущен.
- 21.03.1833 г. — При реформировании кавалерии 1-й и 2-й резервные эскадроны стали 7-м и 8-м действующие, а 3-й резервный стал 9-м резервным эскадроном. 2-я уланская дивизия стала 1-й уланской дивизией (полк — в 1-й бригаде), присвоен № 15 и обмундирование Уланского Е. И. В. В. К. Михаила Николаевича полка, но без петлиц у офицеров. Установлена гнедая масть лошадей.
- 23.03.1835 г. — Упразднен 9-й резервный эскадрон. Полк переведён в 6-эскадронный состав. 7-й и 8-й эскадроны, оставленные в военных поселениях, присоединены к Оренбургскому Уланскому и Его Императорского Высочества Великого Князя Михаила Павловича Гусарскому полкам, как резервные. Штандарт 4-го дивизиона сдан на хранение.
- 25.06.1838 г. — На древки всех штандартов пожалованы Юбилейные Александровские ленты и скобы с надписями
- с 28.07.1842 г. — Уланский Его Императорского Высочества Эрц-Герцога Австрийского Карла-Фердинанда полк.
- 31.12.1851 г. — После расформирования ряда полков, в полк поступили 1-й и 2-й эскадроны Оренбургского Уланского полка со своим штандартом, и составили 4-й дивизион (со старшинством от 1771 и 1797 годов). Полку присвоен № 11 и он вошел в состав 6-й Легко-Конной дивизии. Присвоено обмундирование Оренбургского Уланского полка.
- 18.01.1852 г. — Цвет приборного сукна изменён с оранжевого на красный.
- 1854 г. — участие в Восточной войне в Одессе.
- 17.04.1856 г. — присвоен № 12.
- 26.06.1856 г. — 7-й и 8-й эскадроны стали резервными
- 13.07.1856 г. — Полку присвоены мундиры с воротниками красного цвета, клапан — синий, приборное сукно красного цвета, приборный металл — жёлтый, шапка и погоны желтые.
- 01.11.1856 г. — 3-й и 4-й дивизионы упразднены. Сформированы 5-й и 6-й резервные эскадроны, которым переданы штандарты и регалии от этих дивизионов.
- с 19.03.1857 г. — Белгородский Уланский Его Императорского Высочества Эрц-Герцога Австрийского Карла-Фердинанда полк. В составе 6-й Легкой кавалерийской дивизии.
- 24.12.1863 г. — Упразднен 6-й резервный эскадрон, а 5-й резервный эскадрон отделен от полка на составление 6-й Резервной Кавалерийской бригады.
- с 25.03.1864 г. — 12-й Уланский Белгородский Его Императорского Высочества Эрц-Герцога Австрийского Карла-Фердинанда полк.
- 26.01.1872 г. — Полку присвоено приборное сукно жёлтого цвета, приборный металл — жёлтый.
- 27.07.1875 г. — при реорганизации кавалерии вошел в состав 12-й кав. дивизии. (ЗХ) Расквартирован там же.
- 1877 г. — участие в Турецкой войне: сражение у Аблавы.
- 17.04.1878 г. — Пожалован знак отличия на головной убор с надписью «За отличіе въ Турецкую войну 1877 и 1878 годовъ».
- с 20.08.1880 г. — 12-й Уланский Белгородский Его Величества Императора Австрийского, Короля Венгерского полк.
- с 18.08.1882 г. — 35-й Драгунский Белгородский Его Величества Императора Австрийского, Короля Венгерского полк.

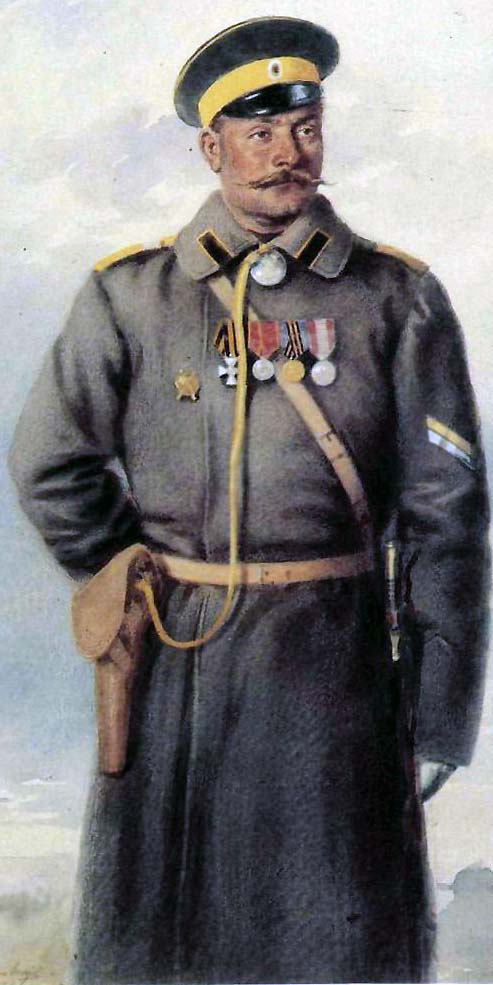
С. Ф. Александровский. Вахмистр 35-го драгунского Белгородского полка Архип Петровский, 1886

- 31.10.1882 г. — Присвоена форменная одежда драгунского образца, жёлтое приборное сукно и жёлтый приборный металл. Воротник установлен жёлтого цвета с темно-зеленым клапаном и выпушкой на нём.
- с 04.09.1884 г. — 35-й Драгунский Белгородский Его Величества Императора Австрийского, Короля Венгерского Франца Иосифа I полк. На погонах и эполетах установлена шифровка с вензелем.
- 15.02.1897 г. — При форменной одежде драгунского образца, присвоено светло-синее приборное сукно и белого приборный металл. Воротник установлен темно-зеленого цвета со светло-синим клапаном и выпушкой на нём.
- 09.05.1901 г. — В честь 200-летнего юбилея, пожалован полковой Юбилейный штандарт образца 1900 года с образом Спаса Нерукотворного, и с надписью «1701 — 1801—1901», Александровская орденская лента.
- с 06.12.1907 г. — 12-й Уланский Белгородский Его Величества Императора Австрийского, Короля Венгерского Франца Иосифа I полк.
- 02.02.1908 г. — При форменной одежде уланского образца, присвоено жёлтое приборное сукно и жёлтый приборный металл. Воротник установлен жёлтого цвета с темно-синим клапаном и выпушкой. Погоны — желтые с темно-синей выпушкой. Клапан на воротнике шинели темно-синий с жёлтой выпушкой. Строевая шапка жёлтого цвета. Околыш фуражки жёлтый без выпушки.
- с 26.07.1914 г. — 12-й Уланский Белгородский полк, шефство отменено в связи с началом войны с Австрией.
- Мировая война: с 07.08.1914 г. — в составе 8-й армии (Юго-Западный фронт).
- 14.08.1914 г. — Чинам полка отменены вензеля на эполетах, а на погонах установлена шифровка по № полка.
- на 22.12.1916 г. — 12-я Кавалерийская дивизия в составе VI-го кавалерийского корпуса, при 6-й армии (Румынский фронт)
- 15.07.1917 г. — VI-й кавалерийский корпус назван корпусом смерти.

Возрождён в Белом движении во время Гражданской войны в России.

## Знаки отличия
В двенадцать часов по ночам,

В год каждый - девятого мая

Трубач белгородцев тревогу трубит,

На тризну героев сзывая.

И звуки тревоги волною плывут

От Збруча до самых Карпат,

Где все побывали, где славу видали,

Где гордо пронесся уланский Штандарт.

А майская ночь навевает былое,

Про те тихие, мирные дни,

Когда вместе сходились девятого мая

За дружной беседой они.

И звуки трубы достигли могил,

Героев на тризну сзывая

К мчатся к Российской границе они,

Чтоб вспомнить девятое мая.

С полей Гайворонки, с венгерских долин,

Один за другим прибывают;

Их раны, как звезды в осеннюю ночь,

На цвете защитном сверкают.

Примчались и стали - не верят себе,

Ух больно их много собралось,

И спросят они старика-трубача:

"В полку, значит, мало осталось?"

Ответит трубач: "Вашей славой живем.

Вашу смерть и дела прославляя;

Сегодня вас вспомнили всех, дорогих,

В наш праздник девятого мая

Умолкнул трубач ... Все притихло кругом ...

Вновь открылись седые могилы

И сошли в них опять, кто прославил наш полк,

И себя вечной славой покрыли.

И тот самый трубач, что под Рудой в бою

На заре нам победный отбой протрубил,

Он сигналом печальным героев-улан

Вновь к могилам сырым проводил.

Но промчатся года, мир забудет о нас,

Позабудет и грозную пору,

Лишь трубач в эту ночь по могильным холмам

Протрубит одиноко тревогу.

Но не встанут кресты на могилах былых,

В ночь весеннюю небу внимая,

И трубач не пройдет по могилам былым

В бывший праздник девятого мая.
- знак на шапки за отличие в турецкую войну 1877—78 гг.
- александровская юбилейная лента на штандарте

## Шефы
- 03.12.1796 — 07.03.1798 — генерал-лейтенант Исленьев, Пётр Алексеевич
- 07.03.1798 — 30.11.1798 — генерал-майор Ивашев, Пётр Никифорович
- 30.11.1798 — 03.04.1800 — генерал-майор Ланг, Иван Иванович
- 30.03.1801 — 13.11.1803 — генерал-лейтенант Шепелев, Василий Федотович
- 16.11.1803 — 06.10.1804 — генерал-майор Леццано, Пётр Борисович
- 17.10.1804 — 01.09.1814 — генерал-лейтенант Мусин-Пушкин, Пётр Клавдиевич
- 28.06.1842 — 12.11.1874 — Карл Фердинанд, эрцгерцог Австрийский
- 20.08.1880 — 01.08.1914 — Император Австрийский Король Венгерский Франц-Иосиф I

## Командиры
- 02.09.1793 — 31.03.1798 — полковник Нелидов, Григорий Иванович
- 31.03.1798 — 27.11.1798 — полковник Карабьин, Яков
- 08.03.1799 — 03.04.1800[1] — подполковник (с 11.03.1800 полковник) фон Трейден, Леонтий Иванович
- 30.03.1801 — 24.08.1806 — полковник фон Трейден Леонтий Иванович
- 23.10.1806 — 15.03.1811 — майор (с 12.12.1807 подполковник) Нефедьев, Сергей Васильевич
- 15.03.1811 — 07.02.1814[2] — полковник Куроедов, Прокофий Васильевич
- 01.06.1815 — 30.12.1815 — полковник Клебек, Егор Ермолаевич
- 30.12.1815 — 12.01.1816 — полковник князь Абамелек, Давид Семёнович
- 12.01.1816 — 30.08.1816 — полковник Клебек, Егор Ермолаевич
- 30.08.1816 — 22.10.1816 — полковник Степанов, Гаврила Иванович
- 22.10.1816 — 15.05.1817 — полковник Гундиус, Вилим Антонович
- 15.05.1817 — 23.10.1819[3] — полковник Степанов, Гаврила Иванович
- 23.10.1819 — 06.12.1828 — подполковник (с 31.07.1820 полковник) Маков, Савва Иванович
- 03.02.1829 — 27.06.1831 — подполковник Тритгоф
- 27.06.1831 — 10.09.1835 — полковник Панютин, Василий Константинович
- 28.11.1835 — 14.11.1845 — полковник (с 08.09.1843 генерал-майор) Бобылев, Константин Фёдорович
- 19.02.1846 — 24.03.1848 — полковник (с 06.12.1847 генерал-майор) Сволынский, Адам Троянович
- 24.03.1848 — 29.11.1855 — полковник (с 06.12.1853 генерал-майор) Тимковский, Александр Иванович
- 29.11.1855 — 13.05.1861 — полковник Бонтан, Константин Петрович
- 13.05.1861 — 23.03.1866— полковник Калагеоргий, Николай Иванович
- 23.03.1866 — 28.05.1868 — полковник Ган, Эрнст Леонтьевич
- 28.05.1868 — 27.07.1875 — полковник Петровский, Александр Фёдорович
- 27.07.1875 — 20.09.1881 — полковник Салтыков, Лев Михайлович
- 21.09.1881 — 14.04.1894 — полковник барон Корф, Александр Карлович
- 25.04.1894 — 21.08.1896 — полковник Папа-Афанасопуло, Николай Георгиевич
- 02.09.1896 — 06.03.1901 — полковник Гернгросс, Евгений Александрович
- 16.06.1901 — 05.11.1904 — полковник Зандер, Георгий Александрович
- 14.11.1904 — 11.02.1908 — полковник Хитрово, Владимир Михайлович
- 28.02.1908 — 08.09.1913 — полковник Франковский, Владислав Игнатьевич
- 19.09.1913 — 26.10.1915 — полковник Тусский, Вацлав-Иосиф Максимилианович
- 26.10.1915 — 22.10.1916 — полковник Середин, Константин Хрисанфович
- 15.11.1916 — 22.10.1917 — полковник (с 14.07.1917 генерал-майор) Одинцов, Николай Иванович
- 22.10.1917 — хх.хх.хххх — полковник Самсонов, Георгий Евгеньевич